# Tribuna Vasca
Tribuna Vasca fue un periódico de Bilbao cuyo primer número salió a la calle el domingo 9 de mayo de 1982 y que se publicó hasta el 15 de julio de 1983.
Vinculado al partido Socialista, su primer director fue Eduardo Sotillos, quien dejó su puesto tras la victoria electoral del PSOE de octubre de 1982 para hacerse cargo del puesto de Portavoz del Gobierno.
- Datos: Q11704726